# Koumpentoum
Koumpentoum est une localité de l'est du Sénégal, située dans le département de Koumpentoum – dont elle est le chef-lieu – et la région de Tambacounda. 
Le village est érigé en commune en juillet 2008.
Selon une source officielle, Koumpentoum compte 6 852 habitants et 743 ménages.
À vol d'oiseau, les localités les plus proches sont Keur Abdou Mbaye, Sare Sadio, Boussoura, Tiekene, Madina, Ngueyene, Sintiou Baba.